# Nie poddawaj
Nie poddawaj – drugi singel zespołu Izrael. Nagrań dokonano w poznańskim studiu „Giełda” w okresie lipiec–sierpień 1985.

## Lista utworów
1. „Nie poddawaj” (R. Goldrocker/Izrael) – 4:40
2. „Fajka pokoju” (R. Goldrocker/Izrael) – 4:40

## Skład
- Robert „Robi Goldrocker” Brylewski – wokal, gitara, melodika, konga, organy
- Dariusz „Maleo” Malejonek – organy, gitara, konga
- Tomasz „Żwirek” Żmijewski – gitara basowa
- Jarosław „Gruszka” Ptasiński – perkusja
- Vivian Quarcoo – wokal
- Piotr „Samohut” Subotkiewicz – flet, organy, konga
- Tomasz „Lego” Beer – gitara solowa
- Sławomir „Merlin” Gołaszewski – saksofon
- Sławomir „Rudi” Lewandowski – saksofon
- Błażej „Krzaczasty” Pajda – trąbka
- Wojciech Konikiewicz – klawisze
- Ricardo la Serna – konga
- Milo Kurtis – instrumenty perkusyjne
- Alik Dziki – konga, gitara basowa
- Marlon Vulcan – instrumenty perkusyjne